# Сусарион
Сусарион (др.-греч. Σουσαρίων), сын Филина — мегарский поэт, отец древнегреческой комедии".

## Биография
Родился не позже 634 года до н. э. в городке Триподиск (Мегарида). Приобрёл славу в Мегарах, где жил в начале VI века до н. э. Одним из первых среди поэтов Сусарион обратил внимание на сценки, которые обычно разыгрывались крестьянами во время обжинок. Он предоставил им литературную форму с помощью стихотворных текстов, и превратил народную забаву в спектакль с актёрами и зрителями. Комедии Сусариона приобрели популярность среди мегарян, что видели в героях комедий своих современников, особенно участников ожесточённой политической борьбы в государстве.
Впоследствии (между 580 и 570 годами до н. э.) Сусарион перебрался в Афины, где пытался развить жанр, используя местные традиции почитания Диониса. Однако афиняне, которые в отличие от мегарян в то время не слишком заботились о политике, восприняли творчество поэта не очень приветливо. Лишь впоследствии опыт Сусариона был использован его последователями для создания аттической комедии классической эпохи.
Умер не ранее 556 года до н. э.
Тексты комедий Сусариона до нашего времени не дошли, если не считать отдельных предложений, цитируемых другими авторами.